# Кызылчай, Эрдал
Эрдал Кызылчай (тур. Erdal Kızılçay; 1950 г.) — музыкант турецкого происхождения, мультиинструменталист (бас-гитара, ударные), который работал, в частности, с Дэвидом Боуи. Также, совместно с Боуи и Ривзом Гэбрелсом, он работал над материалом для первого альбома группы Tin Machine. Эрдал живёт в г. Эгертен, Швейцария.

## Дискография

### Дэвид Боуи
- Never Let Me Down (1987)
- The Buddha of Suburbia (1993)
- 1.Outside (1995)

### Игги Поп
- Blah Blah Blah (1986)

### Дэвид БоуииРоджер Уотерс
- When the Wind Blows

### Tin Machine
- Tin Machine (1989)

### Джейн Сиберри
- When I Was a Boy (1993)

### Жак Дютронк
- Jacques Dutronc au casino (1992)
- Brèves Rencontres (1995)

### Андреас Волленвейдер
- Vox (2004)

### Сольные
- Fahrünnisa (1996)

### Саундтреки
- Геркулес
- Волшебный меч: В поисках Камелота